# Chelsey Gullickson
Chelsey Gullickson (Houston, 29 augustus 1990) is een voormalig tennisspeelster uit de Verenigde Staten. Zij begon op zesjarige leeftijd met tennis. Haar favoriete ondergrond is gravel. Zij speelt rechtshandig en heeft een tweehandige backhand. Zij was van 2006 tot en met 2012 actief op het ITF-circuit, maar nam nooit de status van beroepsspeelster aan.
Chelsey Gullickson is de jongere zus van Carly Gullickson.
Gullickson debuteerde in 2006 op het ITF-toernooi van haar woonplaats Palm Beach Gardens (Florida, VS). Zij stond in 2008 voor het eerst in een finale, op het ITF-toernooi van Raleigh (North Carolina, VS) – hier veroverde zij haar eerste titel, door landgenote Lauren Albanese te verslaan.
Door het winnen van het enkelspelkampioenschap in het vrouwentennis van de National Collegiate Athletic Association voor de University of Georgia in 2010, verkreeg Gullickson twee wildcards voor deelname aan het hoofdtoernooi van de US Open – zij deed mee met zowel het enkelspel als het dubbelspel; in het dubbelspel (samen met haar zuster Carly) bereikte zij de tweede ronde, door in hun openingspartij niemand minder dan het Italiaanse koppel Sara Errani/Roberta Vinci te verslaan.
In totaal won Gullickson twee ITF-titels, de andere in 2012 in Redding (Californië, VS). Aan de WTA-tour nam zij nooit deel.

## Posities op deWTA-ranglijst
Positie per einde seizoen:
| jaartal | ranking enkelspel | ranking dubbelspel |
| ------- | ----------------- | ------------------ |
| 2012    | 536               | 781                |
|         |                   |                    |
| 2010    | 791               | –                  |
|         |                   |                    |
| 2008    | 431               | 698                |
|         |                   |                    |
| 2006    | 1193              | –                  |

## Resultaten grandslamtoernooien
| Legenda | Legenda                          |
| ------- | -------------------------------- |
| g.t.    | geen toernooi gehouden           |
| l.c.    | lagere categorie                 |
| –       | niet deelgenomen                 |
| G       | uitgeschakeld in de groepsfase   |
| 1R      | uitgeschakeld in de eerste ronde |
| 2R      | uitgeschakeld in de tweede ronde |
| 3R      | uitgeschakeld in de derde ronde  |
| 4R      | uitgeschakeld in de vierde ronde |
| KF      | uitgeschakeld in de kwartfinale  |
| HF      | uitgeschakeld in de halve finale |
| F       | de finale verloren               |
| W       | het toernooi gewonnen            |
| w-v     | winst/verlies-balans             |

### Enkelspel
| Toernooi        | 2010 |
| --------------- | ---- |
| Australian Open | –    |
| Roland Garros   | –    |
| Wimbledon       | –    |
| US Open         | 1R   |

### Vrouwendubbelspel
| Toernooi        | 2010 |
| --------------- | ---- |
| Australian Open | –    |
| Roland Garros   | –    |
| Wimbledon       | –    |
| US Open         | 2R   |